# Sylvia Cuenca
Sylvia Cuenca (* um 1968 in San José) ist eine amerikanische Jazzmusikerin (Schlagzeug).

## Leben und Wirken
Cuenca, deren Vater Gitarrist war, lernte an der Markham Junior High School in San José das Trommelspiel. Zudem erhielt sie privaten Schlagzeugunterricht. Als Jugendliche gehörte sie zu einer Gruppe namens North Area Youth Jazz Ensemble. Dann erhielt sie ein Stipendium für den Stanford Jazz Workshop, den sie zwei Jahre lang besuchte. Ab 1985 studierte sie in New York bei Victor Lewis, Adam Nussbaum, Keith Copeland und Portinho. 1988 und 1991 erhielt Sylvia zwei NEA-Stipendien und 1992 war sie Halbfinalistin beim Thelonious Monk International Drum Competition.
Cuenca arbeitete vier Jahre lang in der Band von Joe Henderson, mit dem das Album Punjab entstand. 17 Jahre gehörte sie zum Quintett von Clark Terry, mit dem sie in den USA, Europa, der Karibik und Südamerika auftrat und mehrere Alben einspielte. Weiterhin tourte und spielte sie mit Musikern wie Billy Taylor, Gary Bartz, Kenny Barron, Ray Drummond, Red Holloway, Jimmy Heath, Al Grey, Frank Wess, Michael Brecker, Houston Person, Etta Jones, Jon Faddis, Dianne Reeves, John Hicks, Geoff Keezer, Denise Donatelli, John Handy, Lew Soloff, Marian McPartland, Hilton Ruiz, Randy Brecker oder Emily Remler. Mit ihrem Quintett legte sie 1998 ihr Debütalbum The Crossing vor; 2002 trat sie mit ihrer Band beim Monterey Jazz Festival auf. Sie ist mit dem Bassisten Essiet Okon Essiet verheiratet. Sie ist auch auf Alben mit Ted Curson, Ron McClure, Frank Foster and the Loud Minority, Ada Rovatti/The Elephunk Band und den Swinging Ladies zu hören.
2005 war Cuenca Gastdirektorin des Programms Sisters in Jazz im Kennedy Center. Auch war sie als Dozentin an Hochschulen in den USA und Europa tätig.

## Diskographische Hinweise
- Vienna Art Special: Fe & Males (Amadeus 1992, mit Ingrid Jensen, Bumi Fian, Christian Radovan, Gabriele Rosenberg, Jon Sass, Viviane Fortune, Co Streiff, Klaus Dickbauer, Esther Bächlin, Uli Scherer, Heiri Känzig, Helena Labarrière, Marc Halbheer, Mathias Rüegg)
- The Crossing (Etoile Records 1998, mit Eddie Henderson, Vincent Herring, Seamus Blake, Dave Kikowski bzw. Gary Fisher, Essiet Essiet sowie Gilad Dobrecky)
- Sylvia Cuenca, Kyle Koehler Featuring Dave Stryker: Exit 13 (Etoile Records 2002)[4]
- Kamau Muata Adilifu, Conrad Herwig, Gary Smulyan, Steve Slagle, Sylvia Cuenca, Andy LaVerne, Essiet Essiet: Jam Session Vol. 11 (SteepleChase 2004)
- Dick Oatts / Jon Gordon / Billy Drewes / Essiet Essiet / Sylvia Cuenca: Jam Session Vol. 13 (SteepleChase 2006)
- Harvie S, Roni Ben-Hur with Sylvia Cuenca: Wondering (Dot Time 2022)